# Stef Walbeek

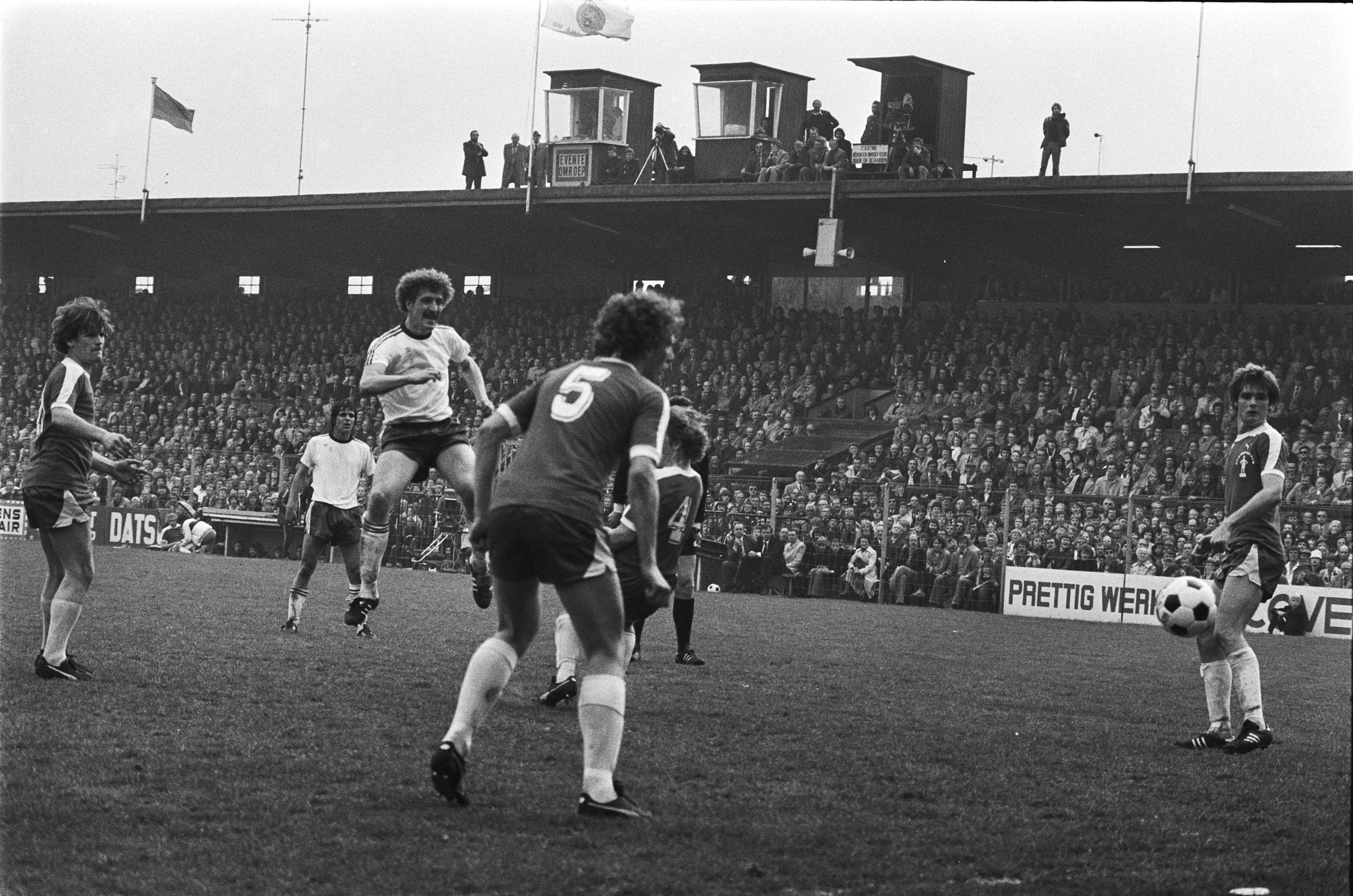
Stef Walbeek scoort namens Go Ahead Eagles een van zijn twee treffers in het rechtstreekse duel om degradatie tegen FC Amsterdam (1978)

Stephanus Stef Walbeek (Rotterdam, 6 mei 1948) is een Nederlands voormalig profvoetballer die als middenvelder speelde.
Walbeek debuteerde in november 1968 bij Sparta. De middenvelder veroverde al snel een basisplaats en bereikte in 1971 met Sparta de KNVB bekerfinale tegen Ajax. De eerste wedstrijd eindigde na verlenging in 2-2. In de noodzakelijk geworden replay liet Walbeek de gelijkmaker aantekenen, maar was Ajax uiteindelijk met 2-1 te sterk. In zijn Sparta-periode speelde Walbeek naast 187 competitiewedstrijden (23 doelpunten) ook 10 Europese wedstrijden waarin hij 1 keer trefzeker was.
In 1975 koos Walbeek voor het avontuur over de grens en vertrok naar Hertha BSC, waar zijn oud trainer bij Sparta George Kessler destijds werkzaam was.
Na één seizoen hield Walbeek het daar voor gezien en keerde terug naar Nederland waar hij ging spelen voor Go Ahead Eagles. Ook hier trof hij in de persoon van Wiel Coerver een oud trainer van Sparta. Walbeek bleef vier seizoenen in Deventer en zorgde er in het voorjaar van 1978 hoogstpersoonlijk voor dat de Eagles in de eredivisie bleven. In een rechtstreeks duel om degradatie tegen FC Amsterdam scoorde Walbeek de enige twee treffers van de wedstrijd.
In 1979 ging Walbeek spelen bij de amateurs van Rohda Raalte, maar in 1983 maakte hij een opvallende comeback in het betaald voetbal. Op 35-jarige leeftijd speelde Walbeek nog één seizoen bij SC Heracles '74 in de eerste divisie. Daarna speelde hij andermaal voor Rohda Raalte.